# JR Bus

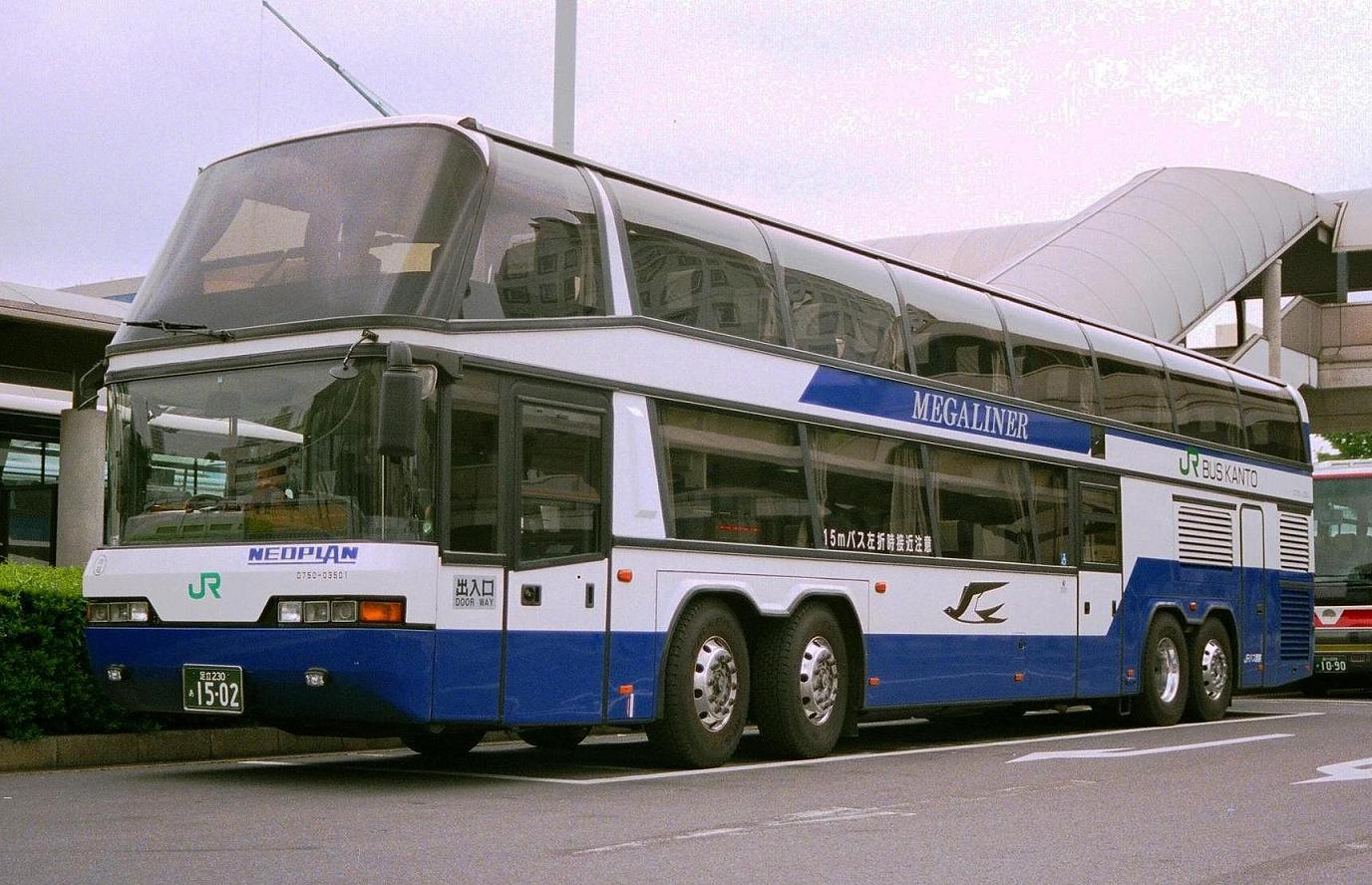
Neoplan компании JR Bus Kanto

JR Bus занимающийся автобусными перевозками в Японии относится к группе управляющих компании JR Group. JR Bus управляют восемь региональных компаний, каждая принадлежащая железнодорожной компании JR. Эти компании обеспечивают услуги по перевозке пассажиров по регионам и на дальние расстояния.

## Список компаний

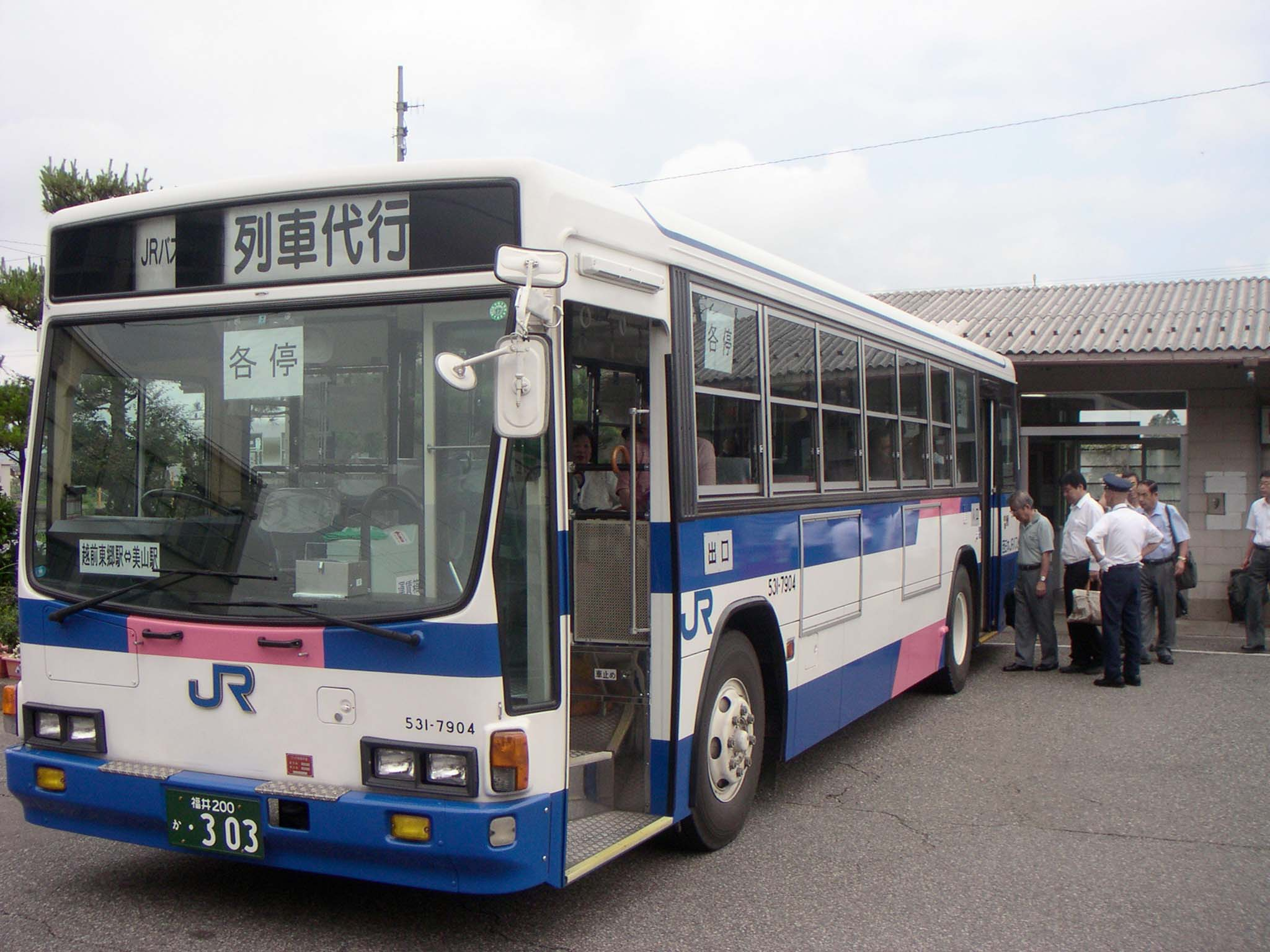
Автобус компании West JR Bus

| Автобусная компания       | Район работы   | Управляющая компания          |
| ------------------------- | -------------- | ----------------------------- |
| JR Hokkaido Bus Company   | Хоккайдо       | Hokkaido Railway Company      |
| JR Bus Tohoku Company     | Тохоку         | East Japan Railway Company    |
| JR Bus Kanto Company      | Канто          | East Japan Railway Company    |
| JR Tokai Bus Company      | Токай          | Central Japan Railway Company |
| West Japan JR Bus Company | Хокурику/Кинки | West Japan Railway Company    |
| Chugoku JR Bus Company    | Тюгоку         | West Japan Railway Company    |
| JR Shikoku Bus Company    | Сикоку         | Shikoku Railway Company       |
| JR Kyushu Bus Company     | Кюсю           | Kyushu Railway Company        |

## История
Министерство Железных дорог Японии начало свои первые автобусные перевозки в префектуре Айти в 1930 году и постепенно расширяло автобусные маршруты. Японские национальные железные дороги (JNR), государственная корпорация созданная в 1949 году, успешно выполняла автобусные перевозки и тогда называлась Kokutetsu Bus или JNR Bus. В 1987 году JNR был разделен на региональные железнодорожные компании вместе с автобусными перевозками. Компании JR позже отделили свои автобусные перевозки в филиалы: в 1988 году (JR East, JR Central, JR West), в 2000 году (JR Hokkaido), в 2001 году (JR Kyushu) и в 2004 году (JR Shikoku).

## Автобусы
Автобусы для Региональных маршрутов

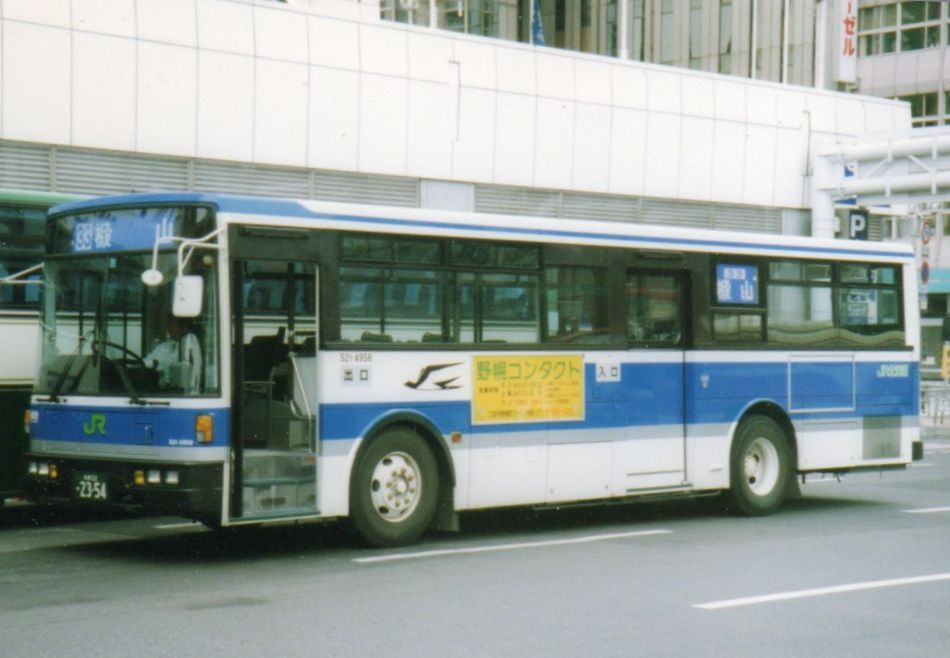
JR Hokkaido bus 521-4956
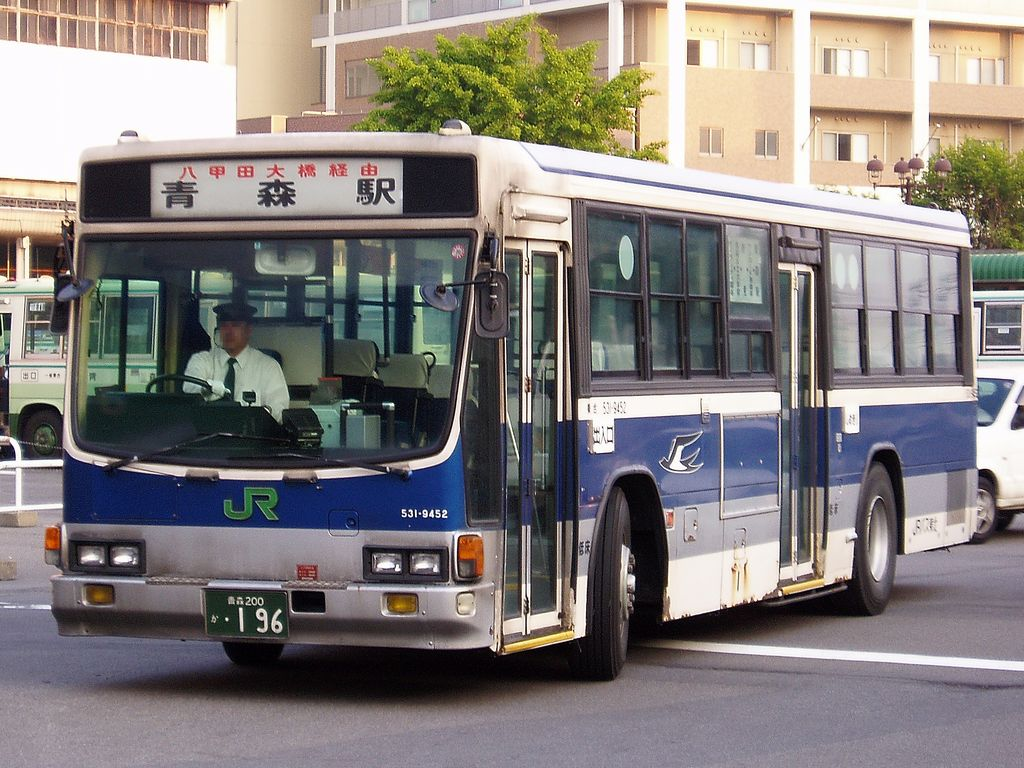
JR Bus Tohoku 531-9452
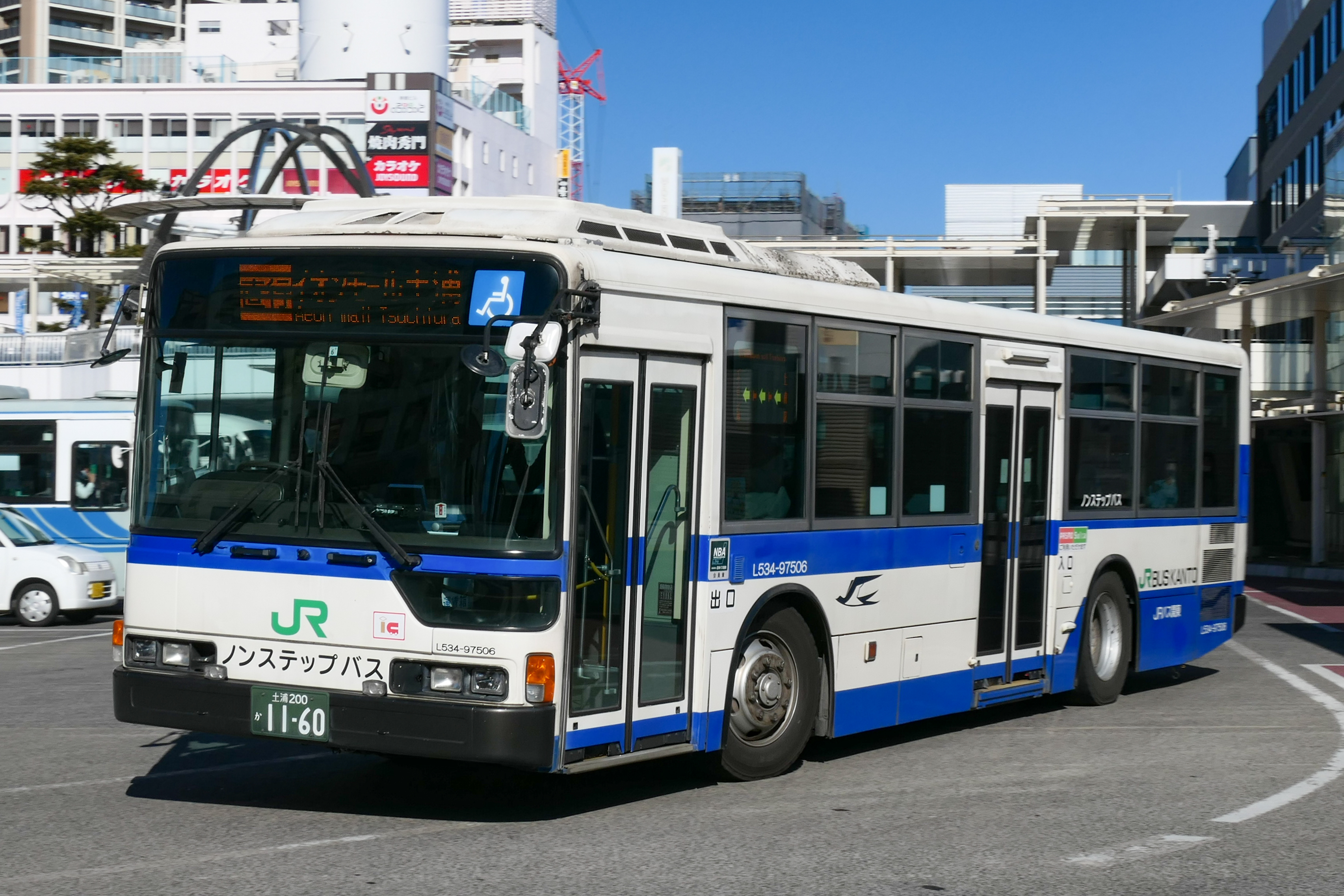
JR Bus Kanto L534-97506
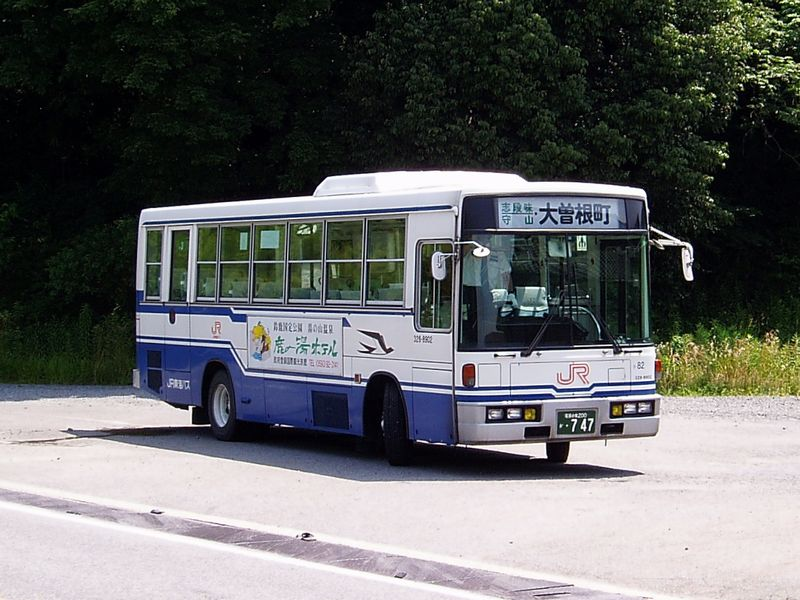
JR Tokai Bus 328-8902
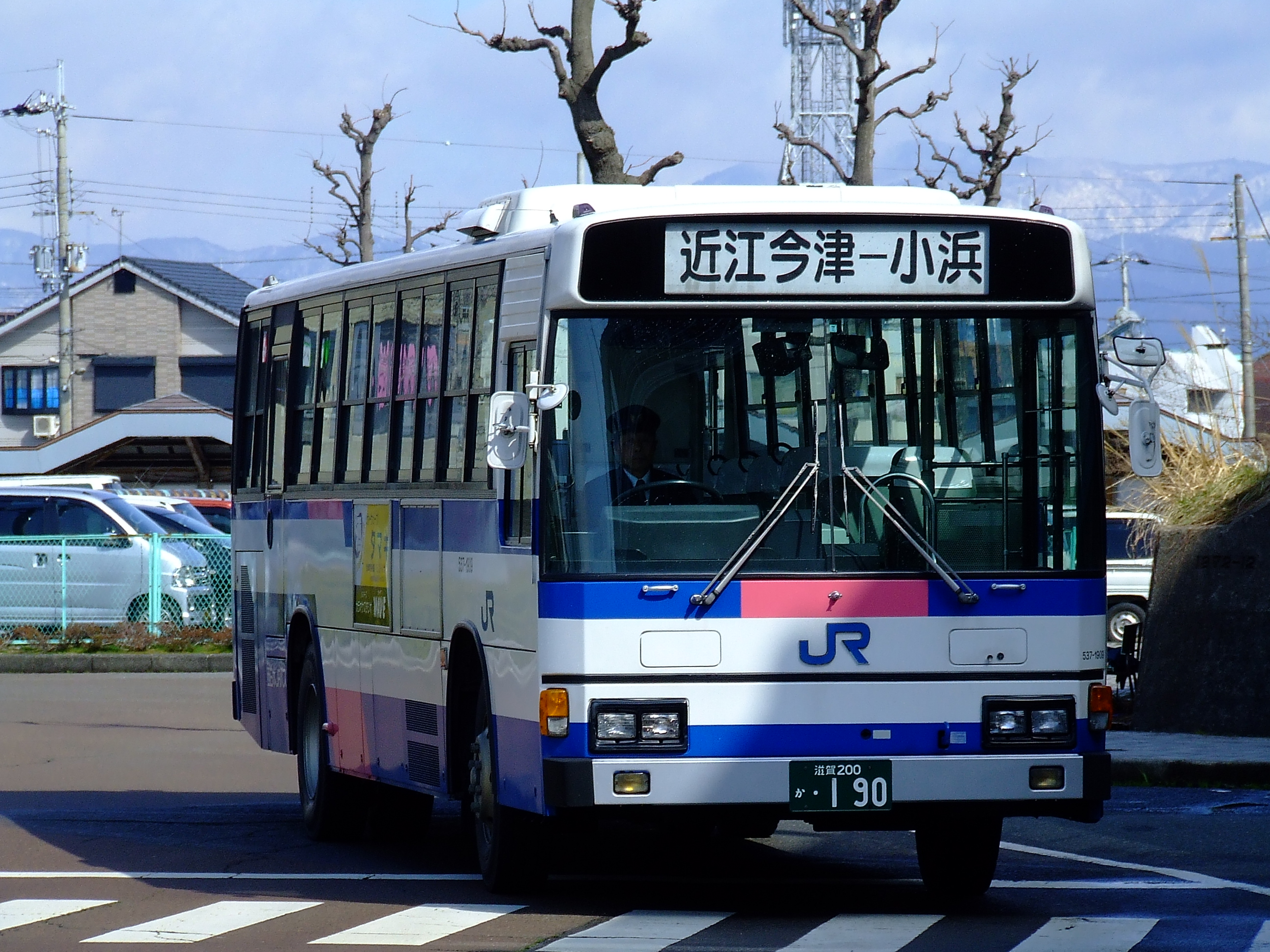
Nishinihon JR Bus 537-1909
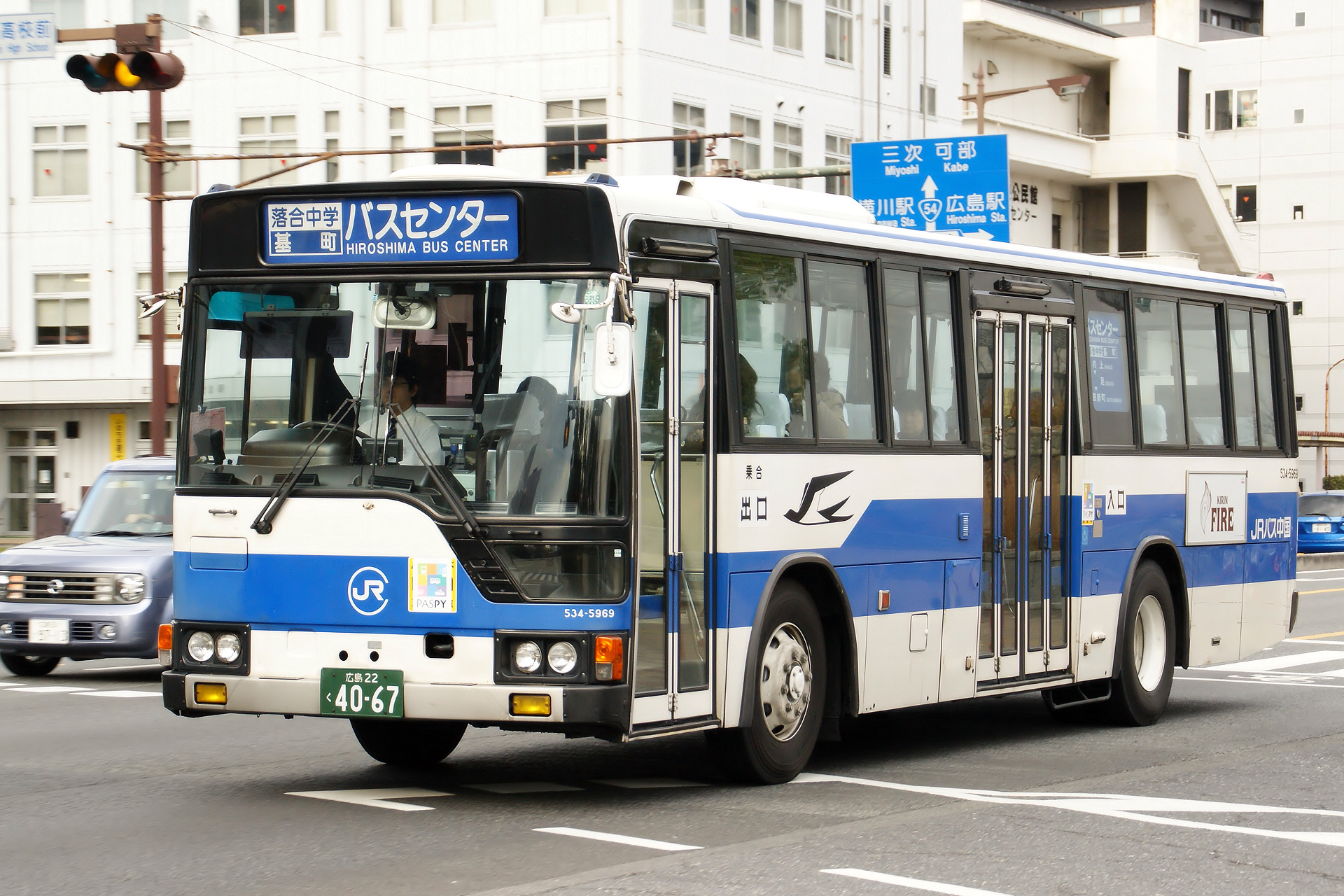
Chugoku JR Bus 534-5969
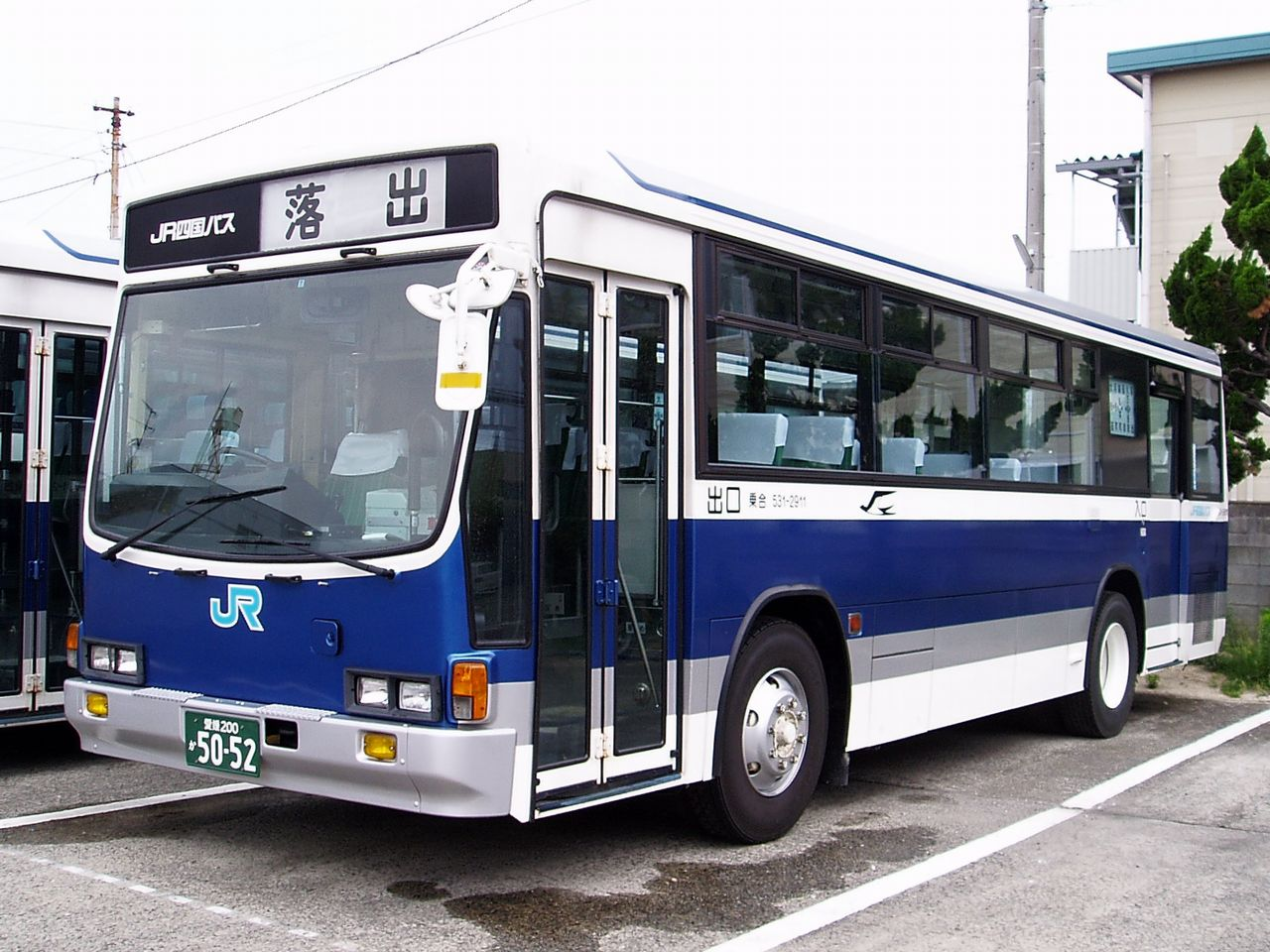
JR Shikoku Bus 531-2911
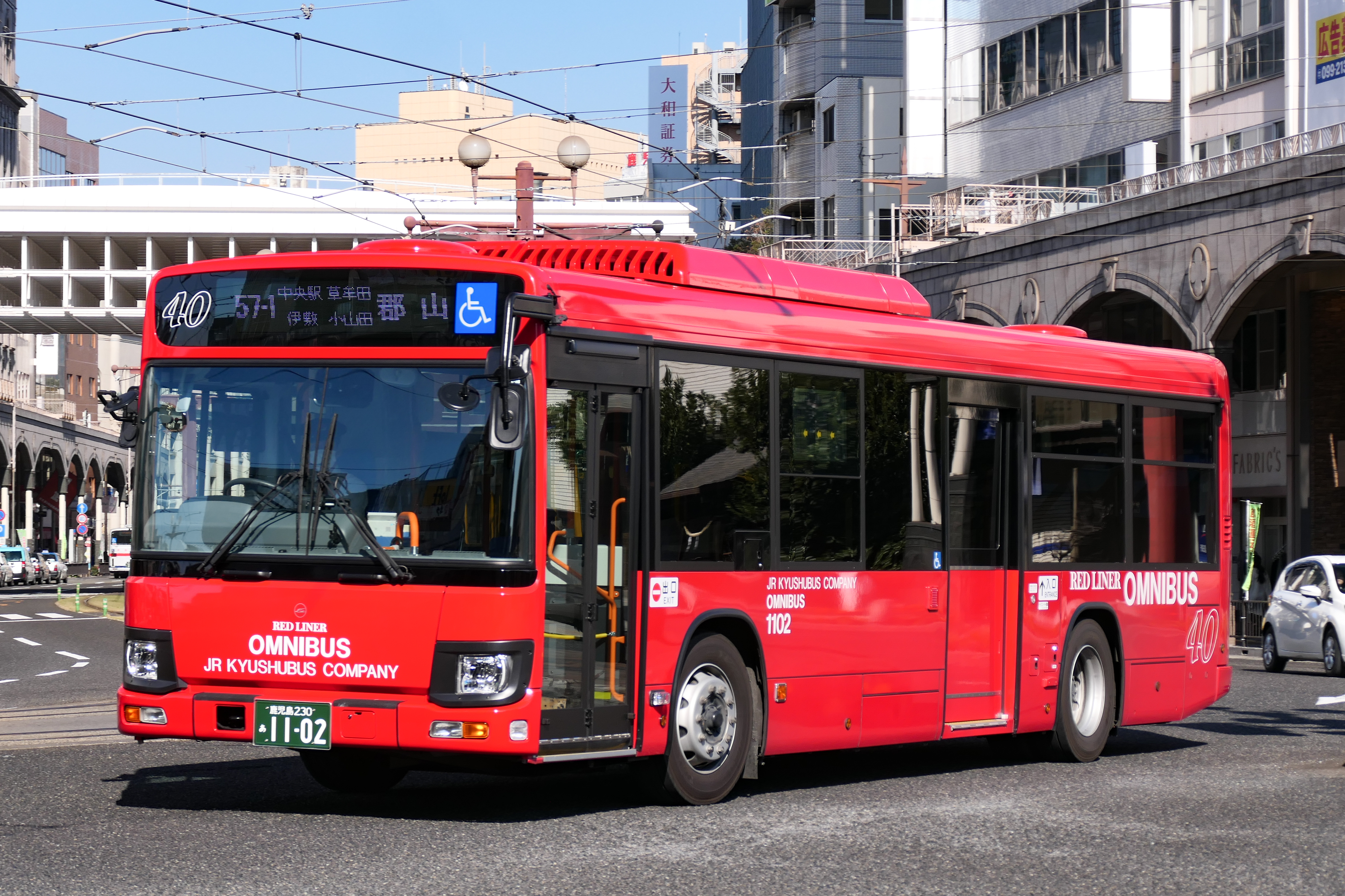
JR Kyushu Bus 521-21602

Автобусы для скоростных автомагистралей

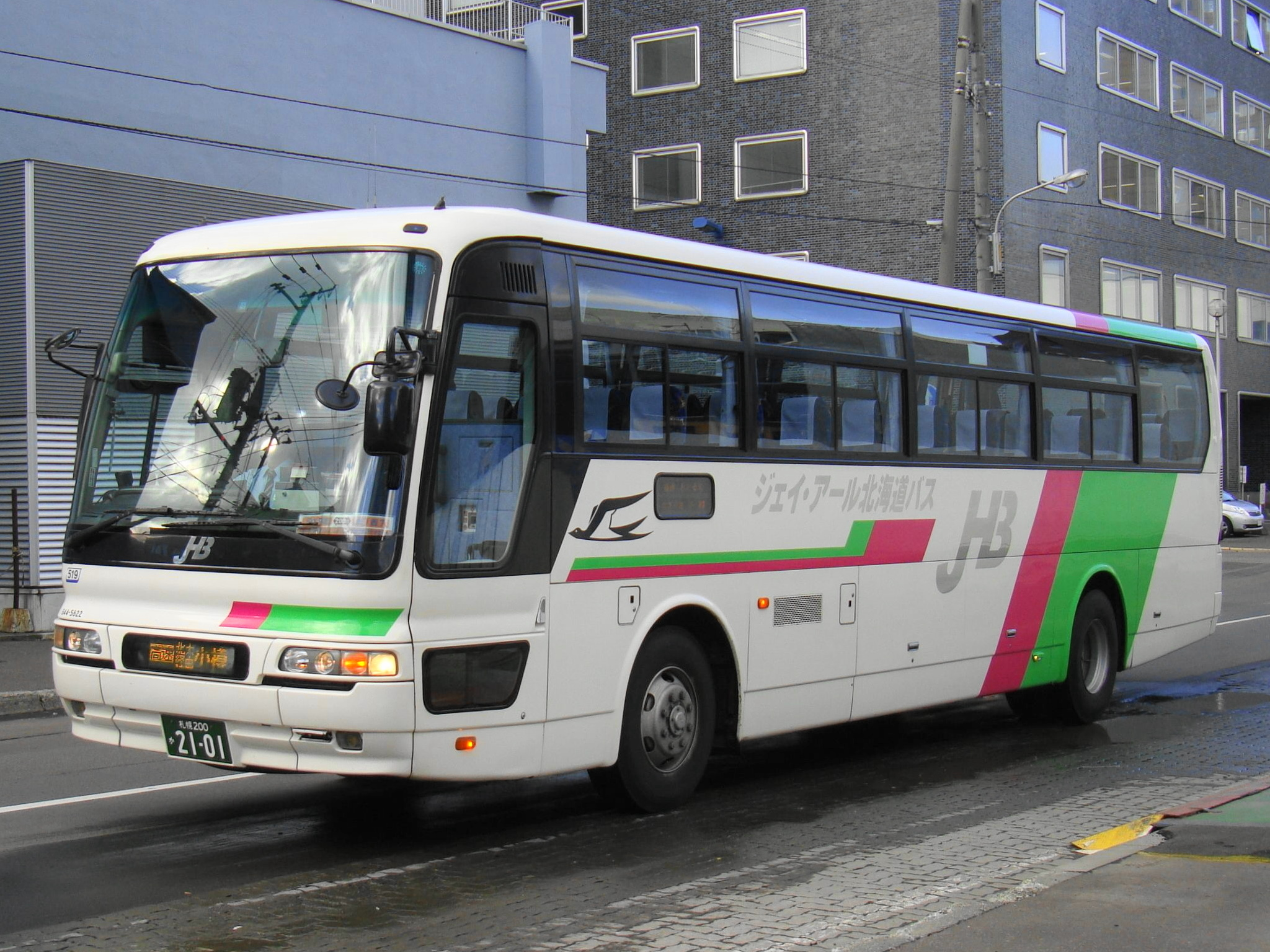
JR Hokkaido Bus 644-5822
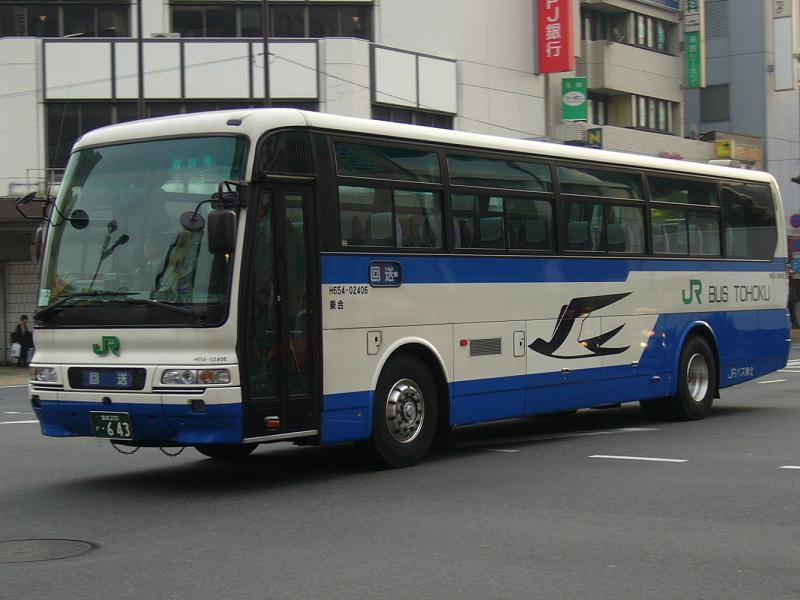
JR Bus Tohoku H654-02406
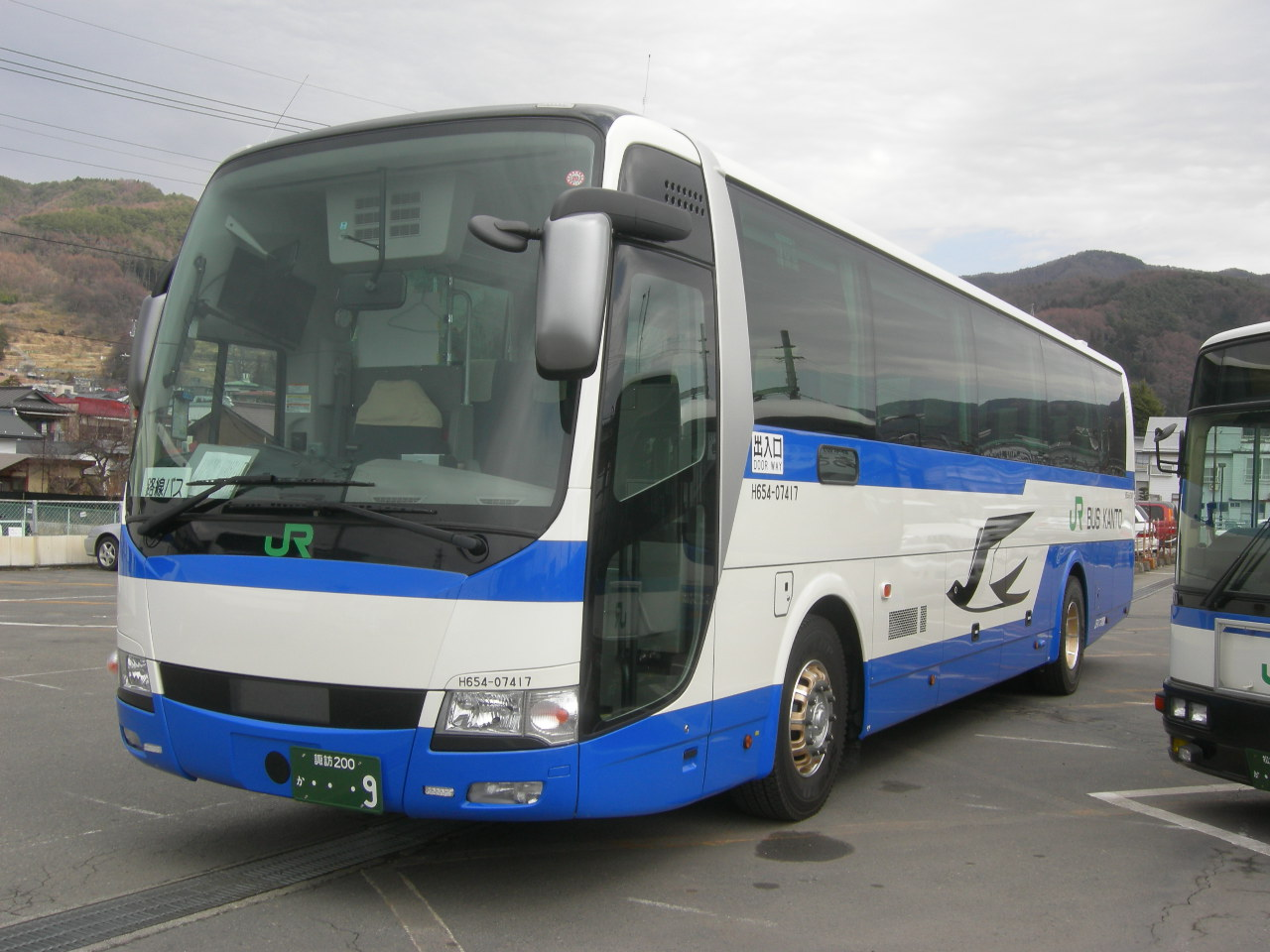
JR Bus Kanto H654-07417
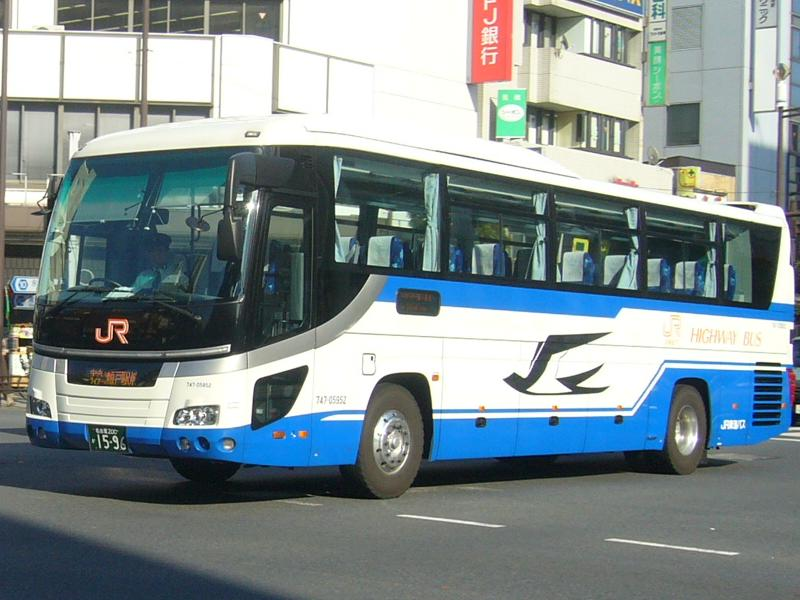
JR Tokai Bus 747-05952
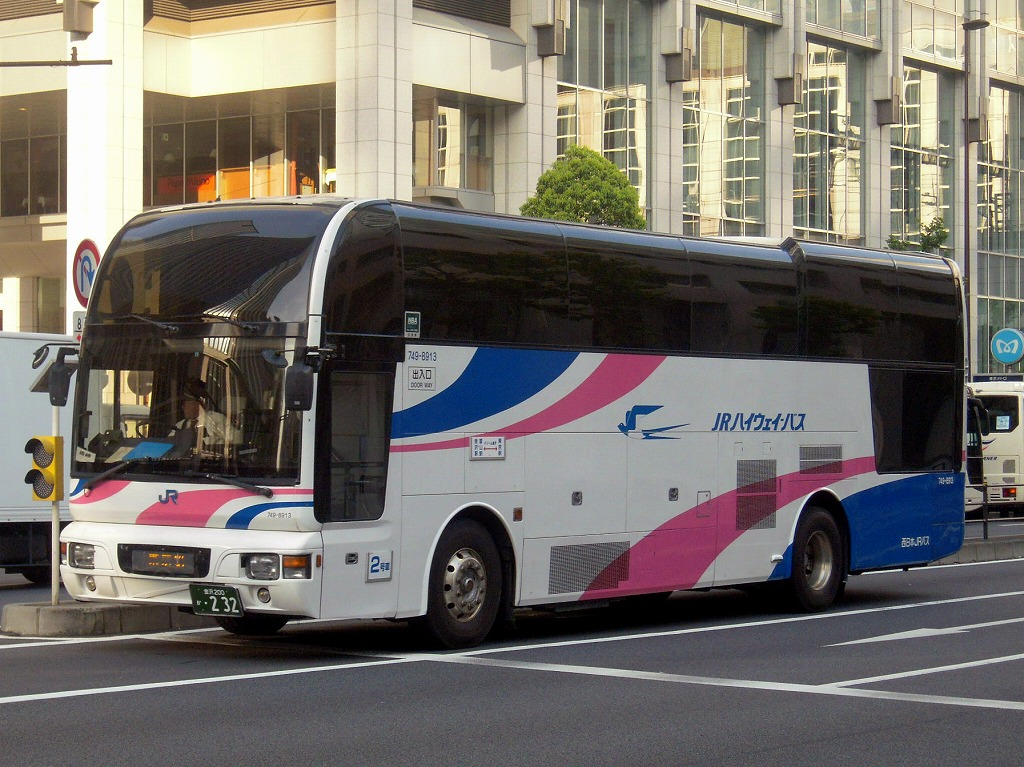
Nishinihon JR Bus 749-8913
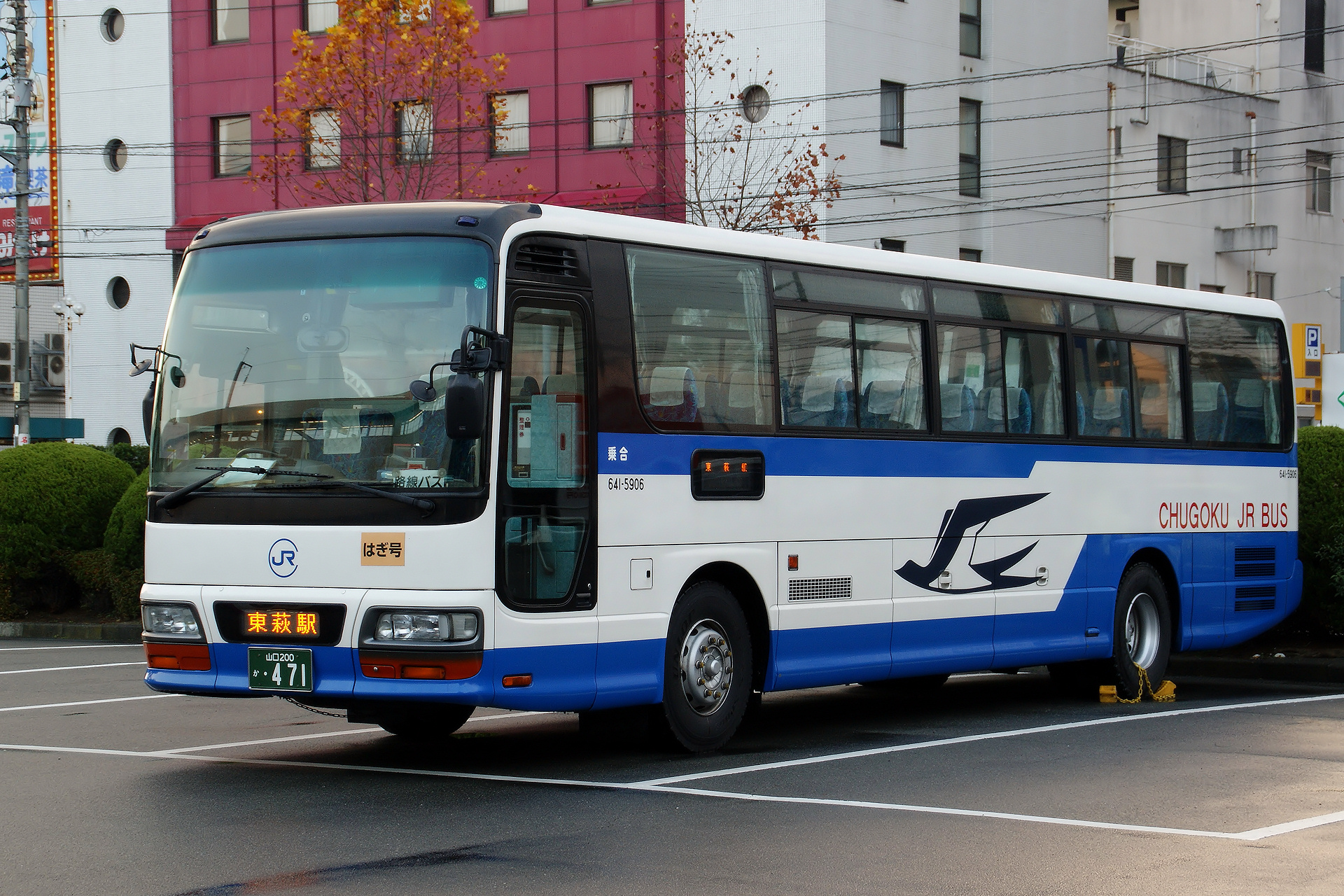
Chugoku JR Bus 641-5906
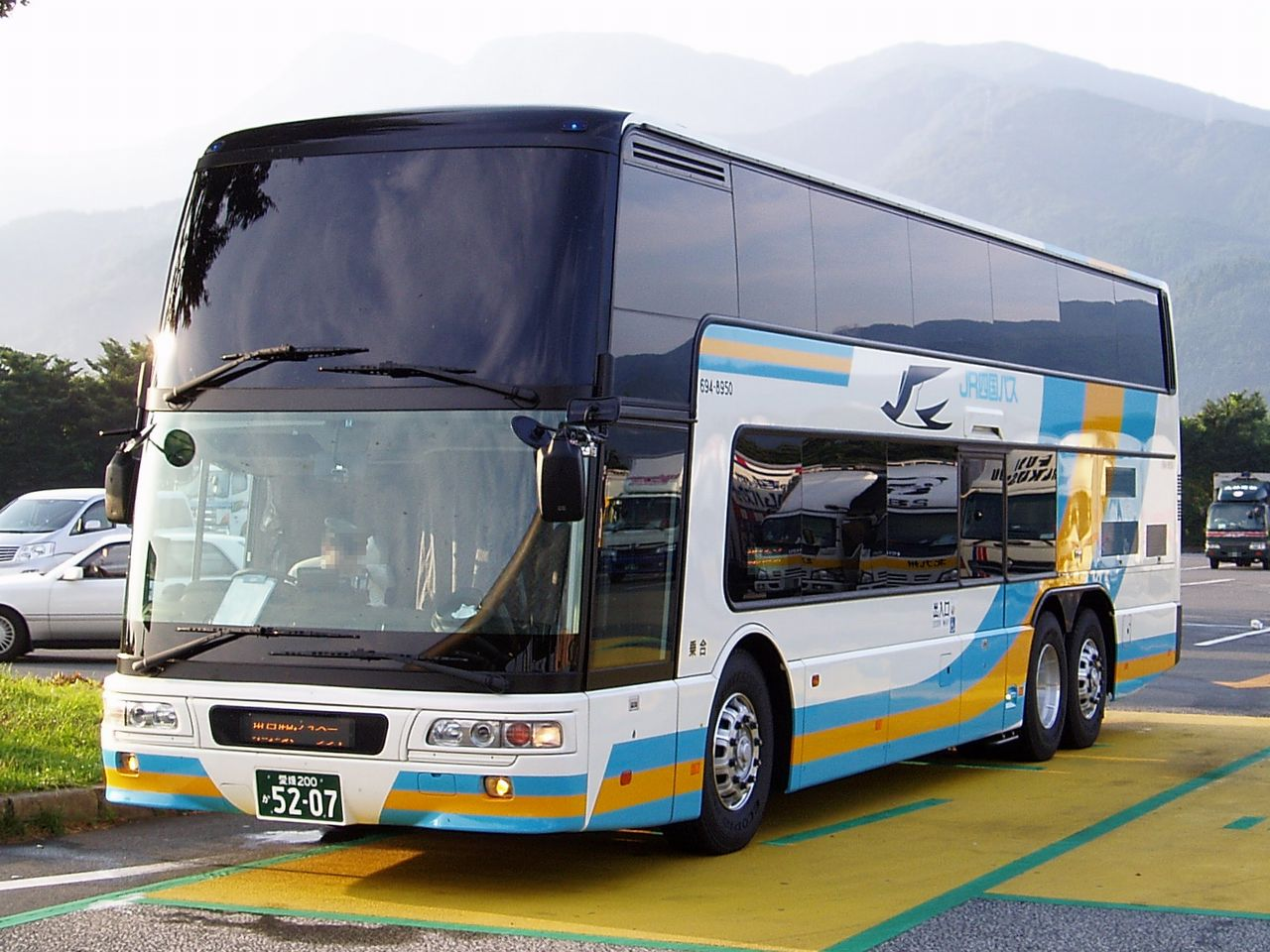
JR Shikoku Bus 694-8950
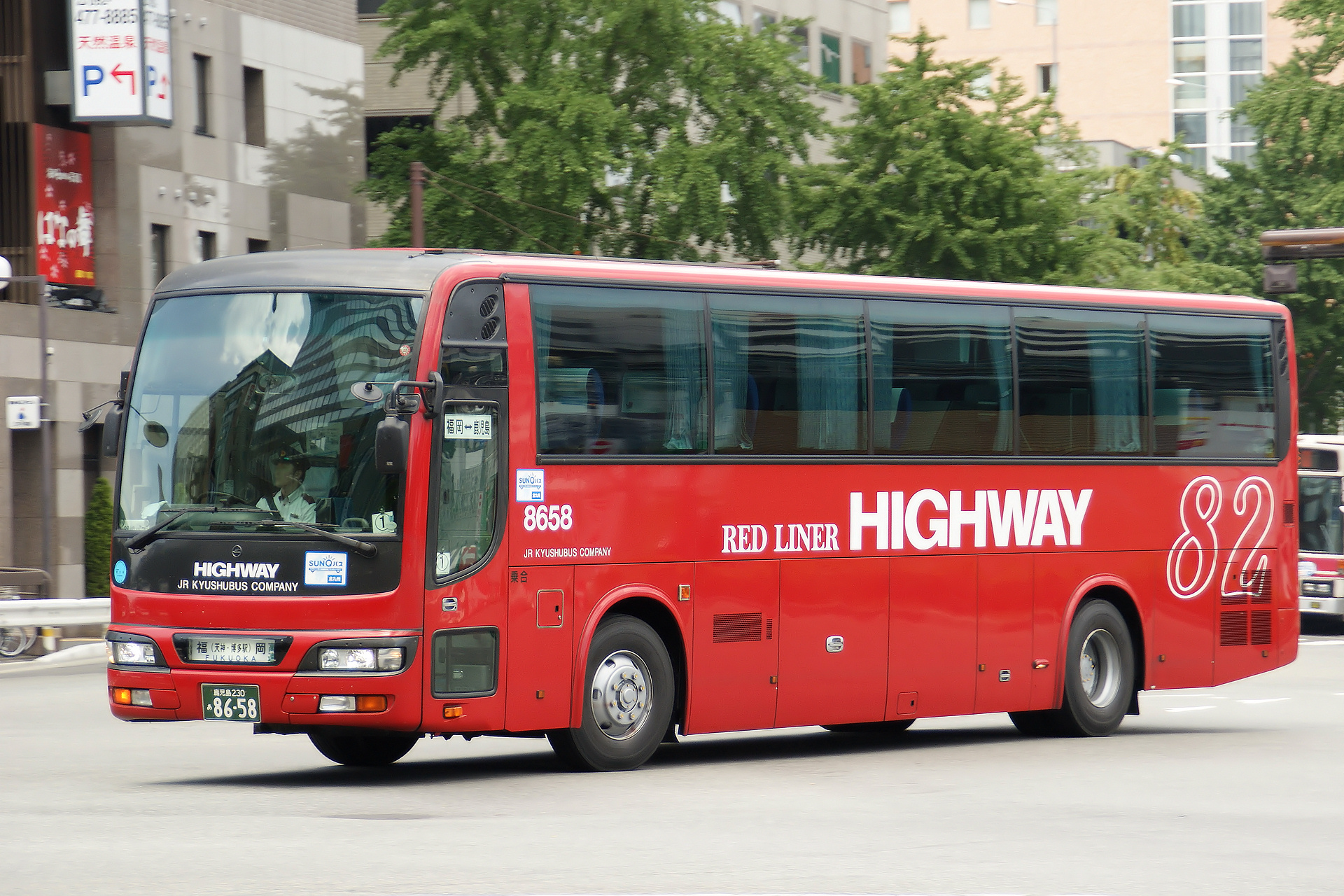
JR Kyusyu Bus 748-06558